# ARA Moreno
«Морено» (ісп. ARA Moreno) - лінійний корабель типу «Рівадавія» ВМС Аргентини першої половини XX століття.
Свою назву корабель отримав на честь Маріано Морено, юриста, журналіста та політика, учасника Першої хунти ( першого незалежного уряду Аргентини після проголошення незалежності під час Травневої революції).

## Історія створення
Лінійний корабель «Морено»  був закладений 9 липня 1910 року на верфі компанії «New York Shipbuilding» у місті Камден , США. Корабель був спущений на воду 23 вересня 1911 року. 
Після добудови та випробувань 26 лютого 1915 року корабель був включений до складу флоту і вирушив до Аргентини. 

## Історія служби
Оскільки Аргентина не брала участі у Першій світовій війні, «Морено» і однотипний «Рівадавія» використовувались для здійснення візитів до сусідів та демонстрації прапора.
У 1915 році «Морено» представляв Аргентину на урочистостях з нагоди відкриття Панамського каналу. 
У 1923 році корабель зі скороченим екіпажем був виведений в резерв. У 1924-1926 роках модернізований у США аналогічно «Рівадавії».
Був на Спітгедских урочистостях у 1937 р., де запам'ятався тим, що не зміг встати одночасно на два якорі і всі урочистості простояв на одному. Після Спітхеда відвідав німецький порт Бремен.
У 1949 році корабель став використовуватись як плавуча казарма та для розміщення різноманітних берегових служб. Під час перевороту 1955 року корабель використовувався як плавуча тюрма.
У 1956 році корабель був виключений зі складу флоту і у 1957 році проданий на злам в Японію.